# Serie A 1979-1980 (pallamano maschile)
La Serie A 1979-1980 è stata l'11ª edizione del torneo di primo livello del campionato italiano di pallamano maschile.

Esso venne organizzato dalla Federazione Italiana Giuoco Handball.

Il torneo fu vinto dall'Handball Club Rovereto per la 4ª volta nella sua storia.

A retrocedere in serie B furono l'Handball Scafati, l'Handball Club Fondi e l'Handball Club Firenze.

## Formula
Il torneo fu disputato con la formula del girone unico all'italiana con partite di andata e ritorno.

Al termine della stagione la prima squadra classificata fu proclamata campione d'Italia mentre le ultime tre classificate furono retrocesse in serie B.

## Squadre partecipanti
| Città                | Club                          | Palasport | Sponsor          | Stagione precedente      |
| -------------------- | ----------------------------- | --------- | ---------------- | ------------------------ |
| Bologna              | Handball Club Bologna 1969    |           | Mercury          | 10ª in Serie A 1978-1979 |
| Bolzano              | Südtiroler Sportverein Bozen  |           | Loacker          | 4ª in Serie A 1978-1979  |
| Bressanone (BZ)      | Südtiroler Sportverein Brixen |           | Birra Forst      | 5ª in Serie A 1978-1979  |
| Cassano Magnago (VA) | Cassano Magnago H.C.          |           | Acciaierie Tacca | 7ª in Serie A 1978-1979  |
| Firenze              | Handball Club Firenze         |           | Eval             | Serie B 1978-1979        |
| Fondi (LT)           | Handball Club Fondi           |           |                  | Serie B 1978-1979        |
| Rimini               | Handball Club Rimini          |           | Fabbri           | 9ª in Serie A 1978-1979  |
| Rimini               | Pallamano Rimini              |           | Agorà            | 3ª in Serie A 1978-1979  |
| Roma                 | CUS Roma                      |           | Banco di Roma    | 6ª in Serie A 1978-1979  |
| Roma                 | Roma Pallamano                |           | Edizioni Eldec   | 11ª in Serie A 1978-1979 |
| Rovereto (TN)        | Handball Club Rovereto        |           | Volani           | 2ª in Serie A 1978-1979  |
| Scafati (SA)         | Handball Scafati              |           |                  | Serie B 1978-1979        |
| Teramo               | Teramo Handball               |           | Campo del Re     | 8ª in Serie A 1978-1979  |
| Trieste              | Pallamano Trieste             |           | Cividin          | Campione d'Italia        |

## Classifica
|  | Pos. | Squadra          | Pt | G  | V  | N | S  | GF  | GS  | D    | Note                                        |
|  | ---- | ---------------- | -- | -- | -- | - | -- | --- | --- | ---- | ------------------------------------------- |
|  | 1.   | Rovereto         | 47 | 26 | 23 | 1 | 2  | 590 | 374 | +216 | Qualificato alla Coppa dei Campioni 1980-81 |
|  | 2.   | Trieste          | 46 | 26 | 22 | 2 | 2  | 630 | 416 | +214 |                                             |
|  | 3.   | Pallamano Rimini | 41 | 26 | 20 | 1 | 5  | 573 | 447 | +126 | Qualificato alla Coppa delle Coppe 1980-81  |
|  | 4.   | Teramo           | 36 | 26 | 17 | 2 | 7  | 607 | 519 | +88  |                                             |
|  | 5.   | CUS Roma         | 34 | 26 | 16 | 2 | 8  | 631 | 578 | +53  |                                             |
|  | 6.   | Cassano Magnago  | 31 | 26 | 15 | 1 | 10 | 524 | 473 | +51  |                                             |
|  | 7.   | Brixen           | 29 | 26 | 14 | 1 | 11 | 531 | 463 | +68  |                                             |
|  | 8.   | Bologna 1969     | 22 | 26 | 10 | 2 | 14 | 486 | 521 | -35  |                                             |
|  | 9.   | Roma Pallamano   | 20 | 26 | 9  | 2 | 15 | 492 | 538 | -46  |                                             |
|  | 10.  | Bozen            | 19 | 26 | 9  | 1 | 16 | 451 | 532 | -81  |                                             |
|  | 11.  | H.C. Rimini      | 17 | 26 | 7  | 3 | 16 | 525 | 590 | -65  |                                             |
|  | 12.  | Scafati          | 10 | 26 | 4  | 2 | 20 | 445 | 605 | -160 | Retrocesso in Serie B 1980-81               |
|  | 13.  | Fondi            | 8  | 26 | 2  | 4 | 20 | 431 | 656 | -225 | Retrocesso in Serie B 1980-81               |
|  | 14.  | Firenze          | 4  | 26 | 0  | 4 | 22 | 416 | 547 | -131 | Retrocesso in Serie B 1980-81               |

## Campioni
| Campione d'Italia 1979-1980      |
| -------------------------------- |
| Handball Club Rovereto 4º titolo |